# Шотландские танцы

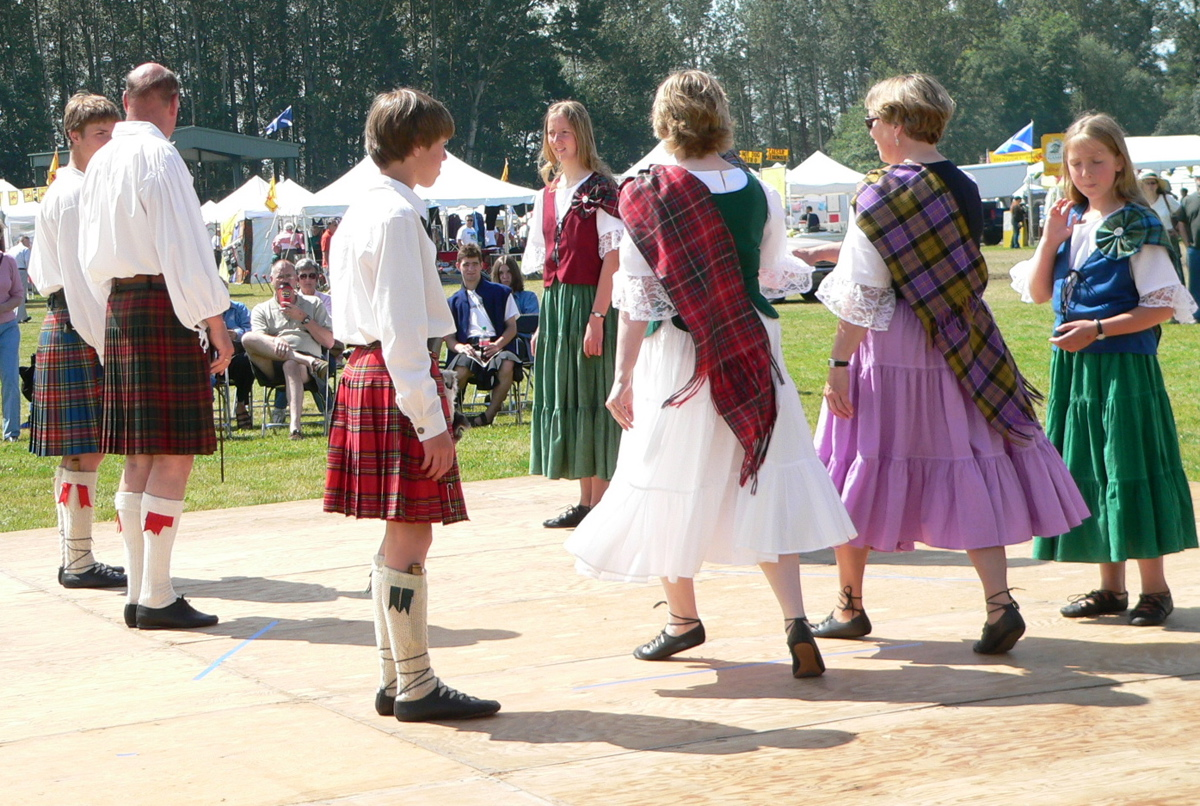
Шотландские бальные танцы

Шотландские танцы — собирательное название танцев, связанных с шотландской культурой.
Наиболее известные виды шотландских танцев:
- Шотландские бальные танцы. Окончательно сложились в конце XIX, начале XX века, но имеют и более древнюю историю. Обычно танцуются в «сетах» (группах) из 3-4 пар, основное внимание уделяется перемещению пар друг относительно друга. Основные темпы музыки: рил, джига и страспей.
- «Кейли» — простые танцы, исполняемые на народных вечеринках.
- «Хайланд» — сольные танцы, зарождались как мужские, но к нынешнему моменту ставшие универсальными. Основное внимание уделяется работе ног, часто этот вид танцев сравнивают с балетом.
- «Ледис степ» — сольные женские танцы.
- «Кейп-Бретон-степ» — шотландский степ, исполняемый как мужчинами, так и женщинами в качестве сольных танцев на праздниках и вечеринках. Кейп-Бретон степ имеет непосредственное отношение к острову Кейп-Бретон в заливе Св. Лаврентия, который является частью провинции Канады (Новая Шотландия). Многочисленные шотландцы, говорящие на гэльском языке, в XVIII-XIX вв. эмигрировали на Кейп-Бретон, спасаясь от репрессий и экономических трудностей. Вместе с собой они унесли и культуру шотландского степа. В самой Шотландии, где традиции населения гористой местности Шотландии (хайленд) долго и успешно подавлялись английскими властями, степовый танец был практически утерян. В XX-XXI вв. шотландский степ стал возвращаться в Шотландию.